# Апострофа
Апостро́фа (грец. ἀποστροφή) — в риториці прийом, коли серед загальних розмірковувань слідує звертання до якоїсь конкретної особи з-поміж слухачів чи до уявного образу.